# James Stanhope (1. hrabia Stanhope)

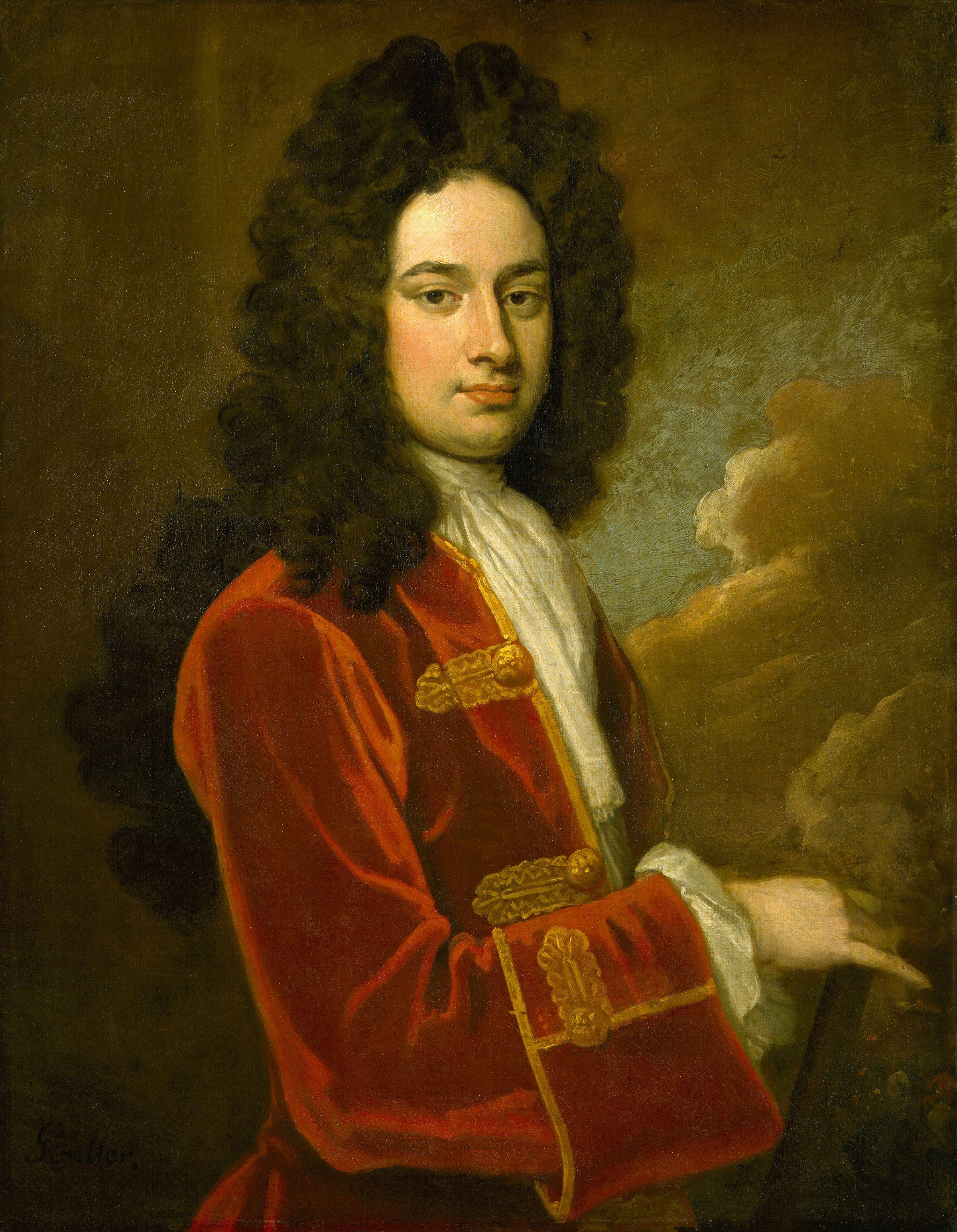
James Stanhope, 1. hrabia Stanhope

James Stanhope, 1. Earl Stanhope (ur. 1673, zm. 5 lutego 1721 w Londynie) – generał brytyjski walczący w wojnie o sukcesję hiszpańską.
W 1712 porzucił karierę wojskową, by zająć się polityką. W 1714 mianowany sekretarzem stanu (departament południowy). Jego dziełem był zawarty w 1718 Quadruple Alliance, tj. poczwórny sojusz: Wielkiej Brytanii, Francji, Habsburgów i Holandii. Stanhope może być śmiało uważany za jednego z największych brytyjskich mężów stanu, ponieważ od chwili ustanowienia poczwórnego sojuszu nastała epoka francusko-brytyjskiego arbitrażu w Europie, zamiast wcześniejszego francusko-austriackiego a Wielka Brytania zyskała rangę mocarstwa. Sojusz ten zażegnał wszelkie niebezpieczeństwa dla Wielkiej Brytanii na okres około 20 lat. Robert Walpole, który objął władzę w 1721 roku, starał się utrzymać w polityce zagranicznej i sytuacji międzynarodowej ten idealny stan, w jakim zostawił go Stanhope.
Wraz z wyniosłym Earlem Sunderland Stanhope kontrolował brytyjską scenę polityczną. Mimo że nie miał zbyt silnej pozycji w parlamencie, acz cieszył się łaską króla Jerzego, dopiero po jego śmierci udało się Walpole'owi przejąć władzę.